# Chine du Sud

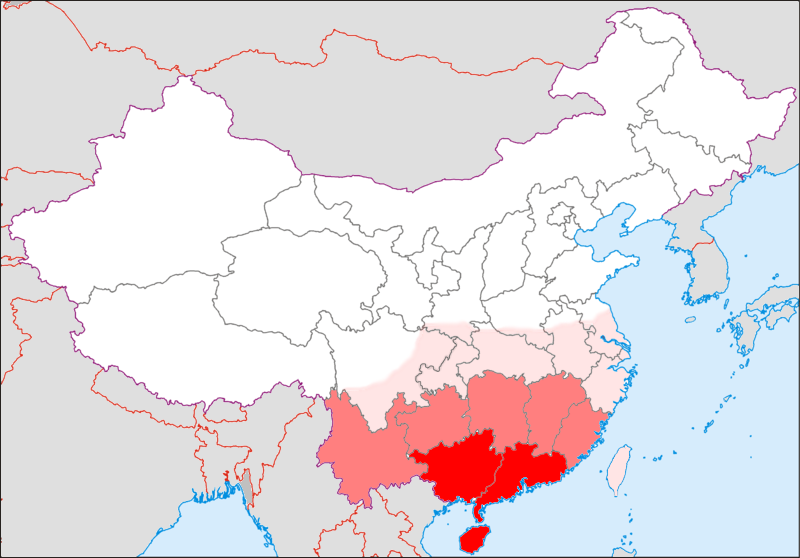
Chine du Sud.

La Chine du Sud (en chinois simplifié : 华南 ; chinois traditionnel : 華南 ; pinyin : Huánán), ou parfois Sud de la Chine, est une zone géographique qui couvre la région méridionale de la Chine. Cette région comprend différentes provinces selon le contexte.